# Llista de peixos de la mar Egea

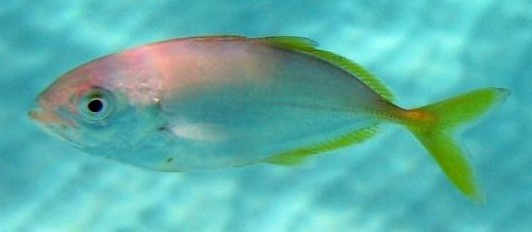
Alepes djedaba

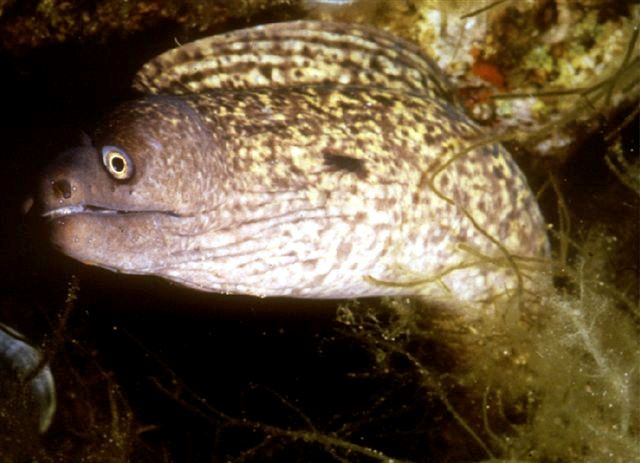
Morena (Muraena helena)

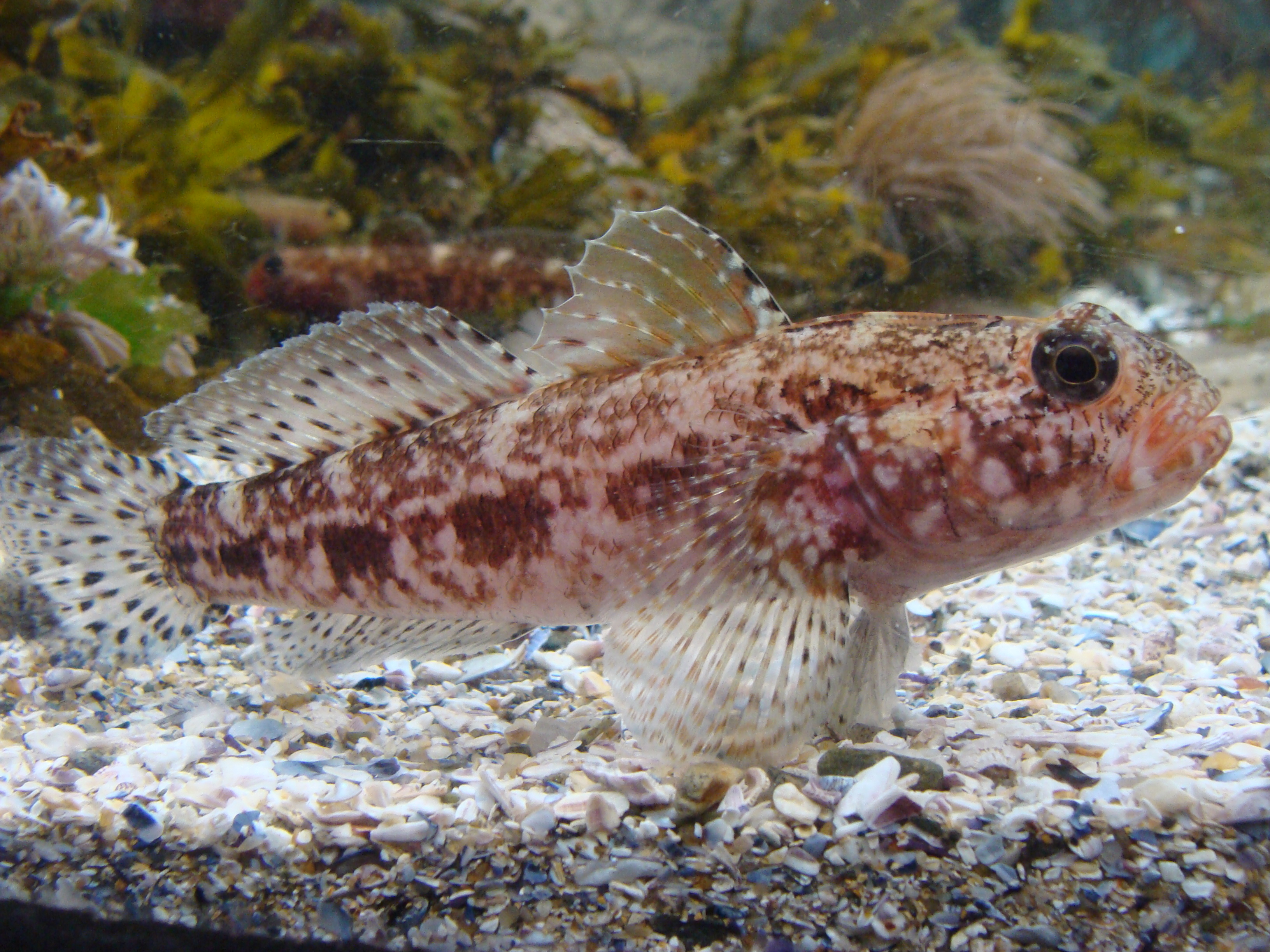
Cabot anglès (Gobius cruentatus)

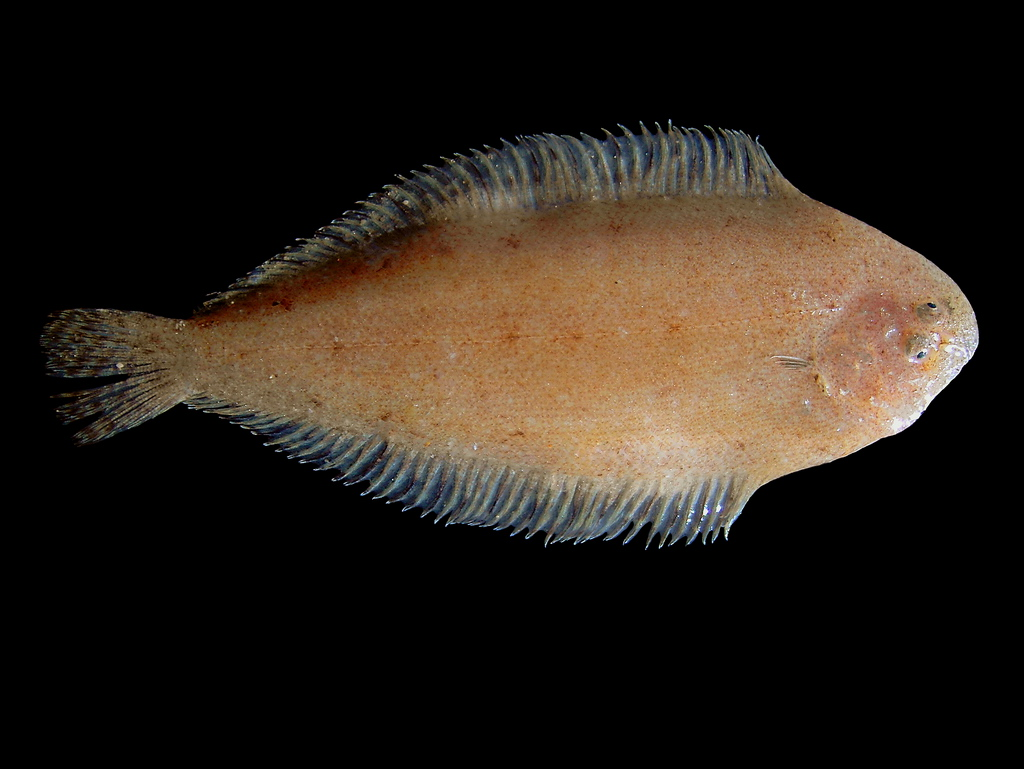
Palaí xic (Buglossidium luteum)

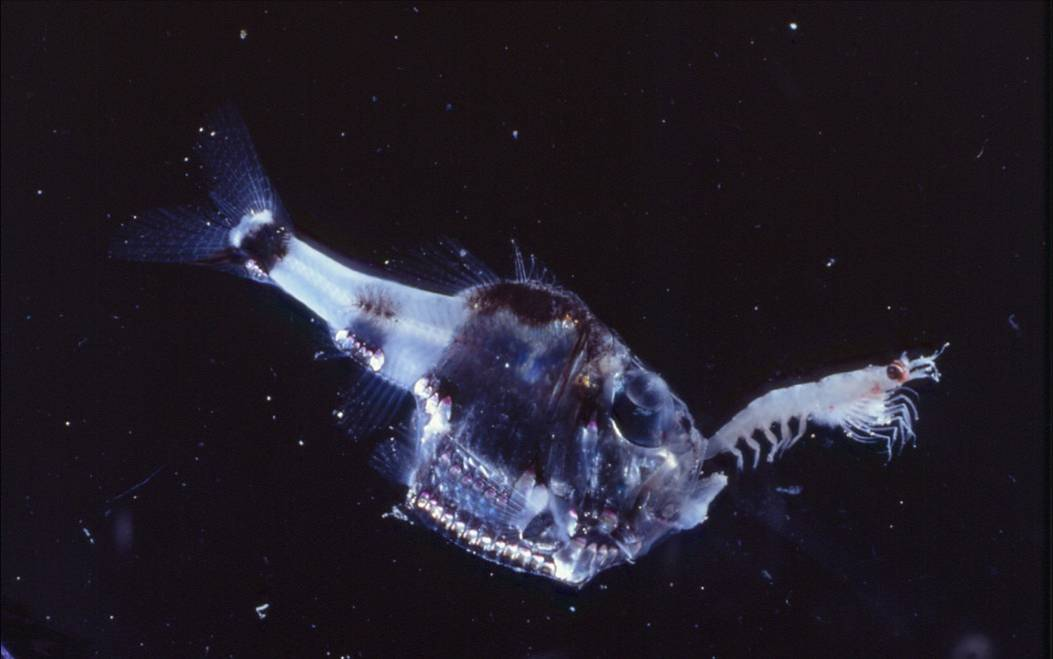
Argyropelecus hemigymnus

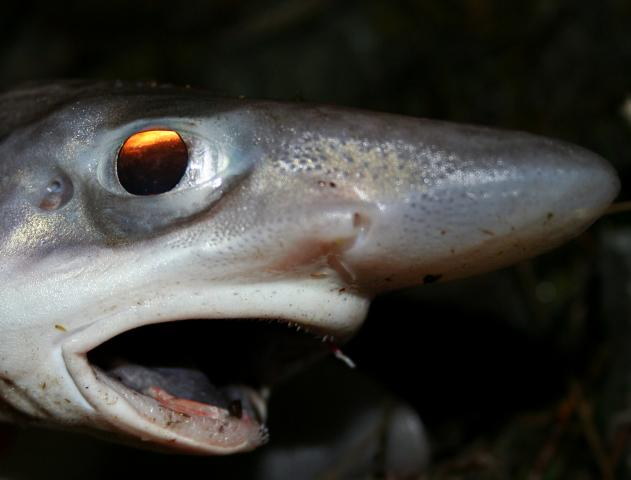
Moixina (Galeus melastomus)

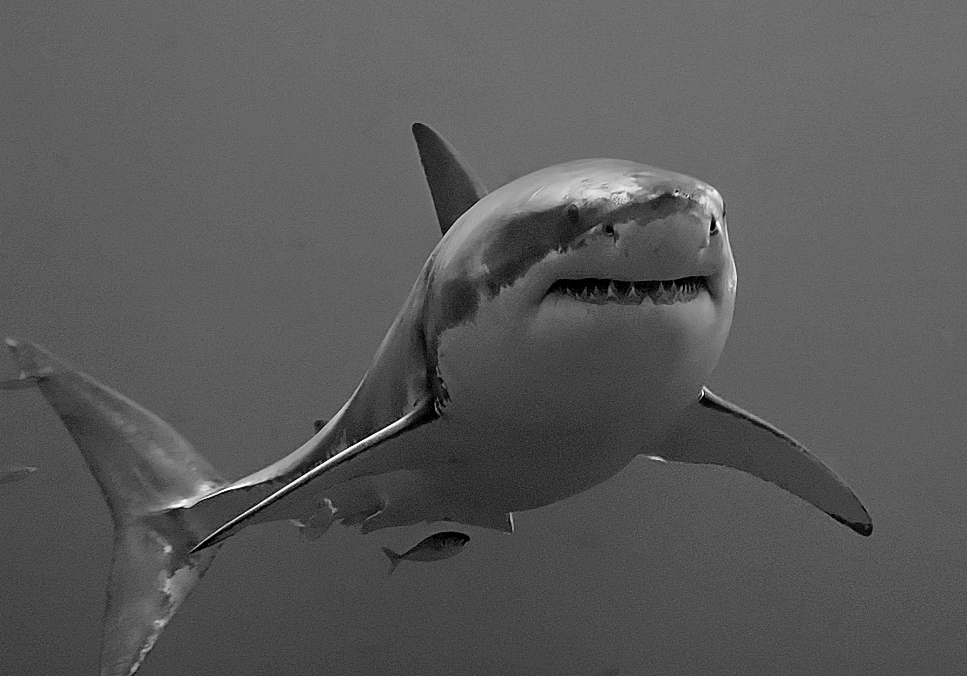
Tauró blanc (Carcharodon carcharias)

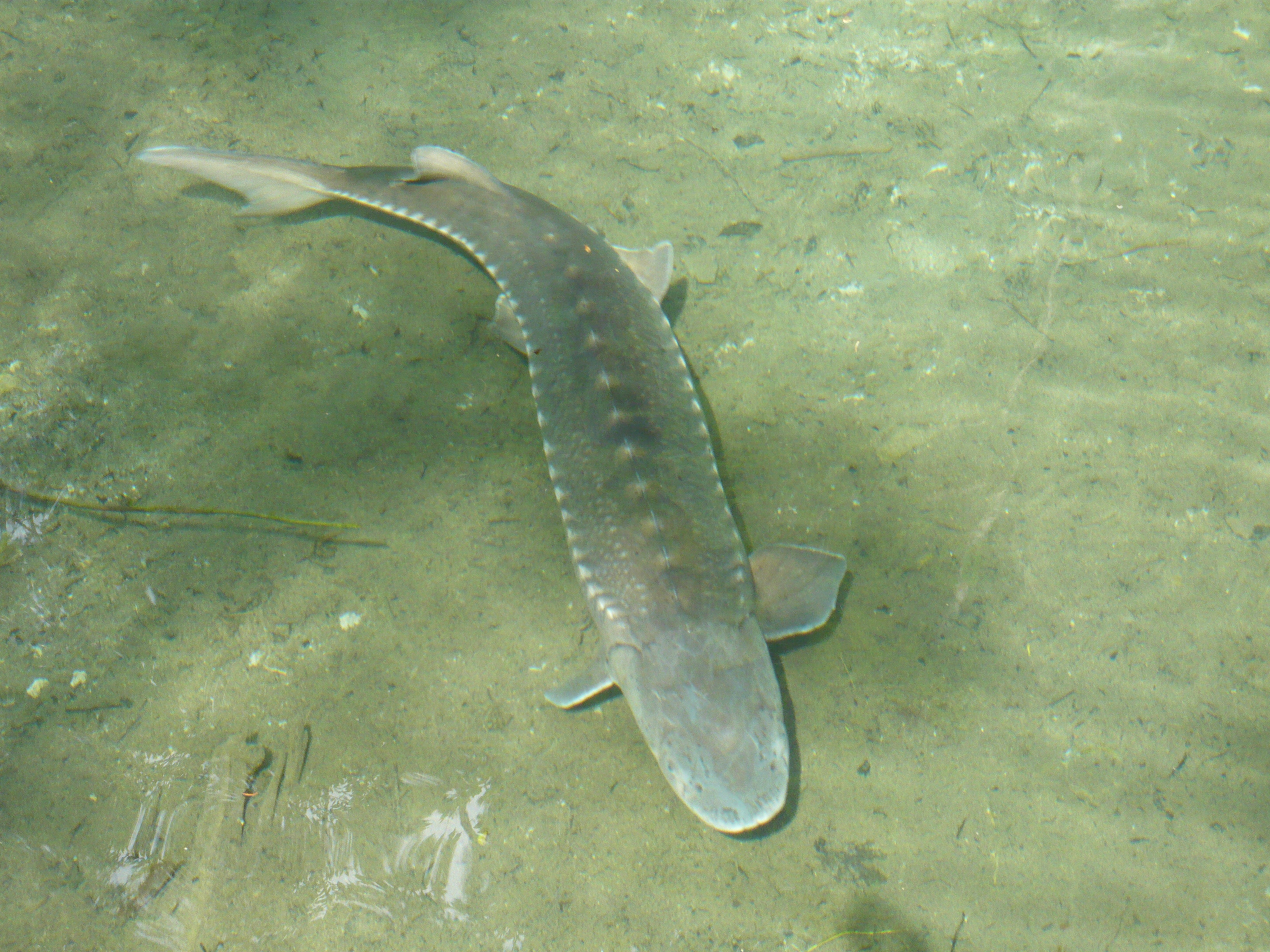
Esturió comú (Acipenser sturio)

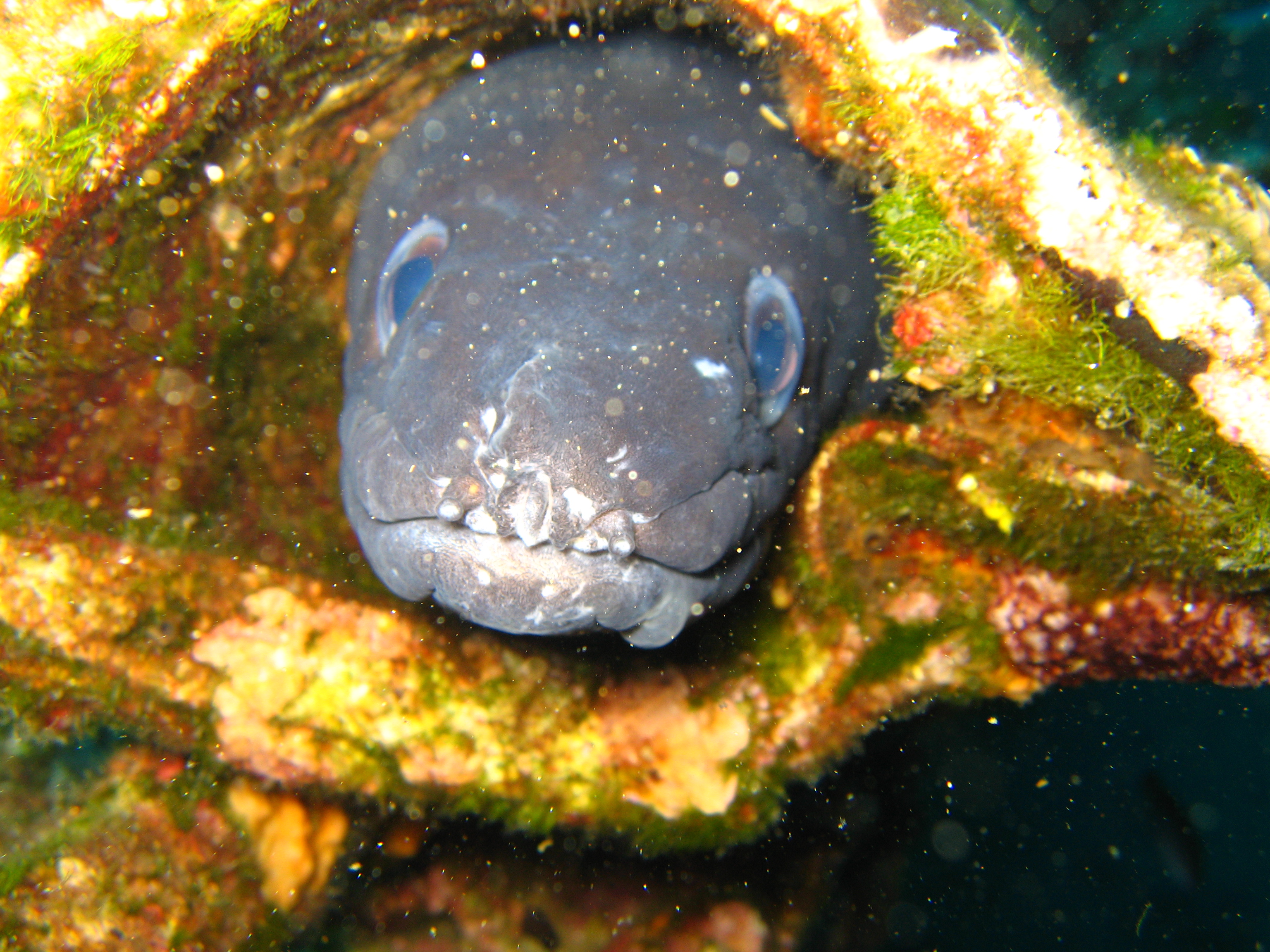
Congre (Conger conger)

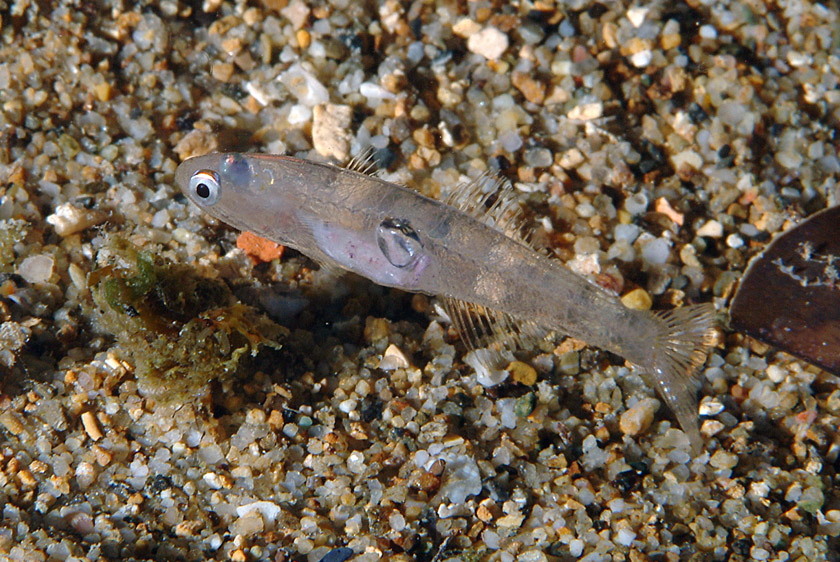
Llengüeta rossa (Aphia minuta)

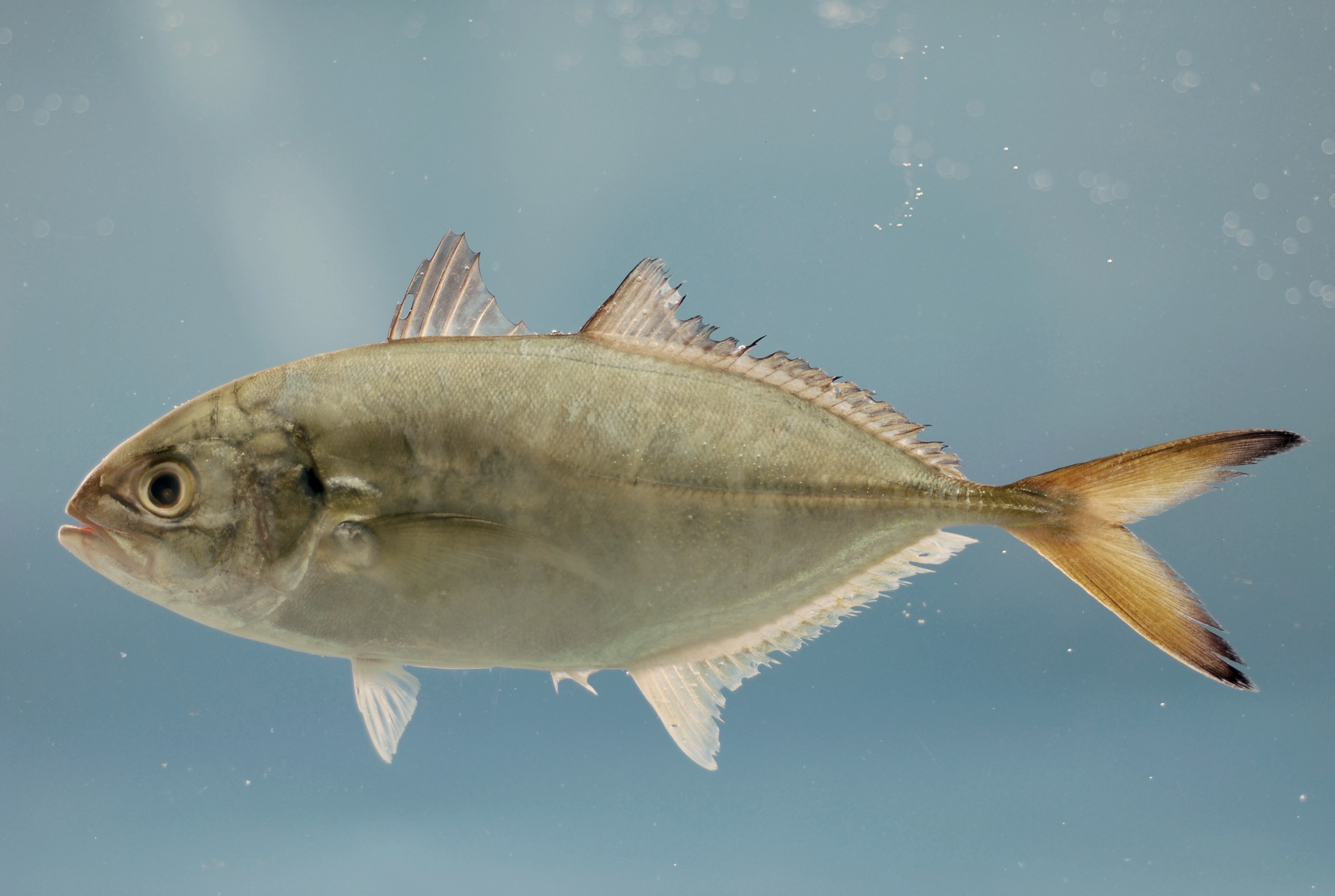
Sorella del sud (Caranx crysos)

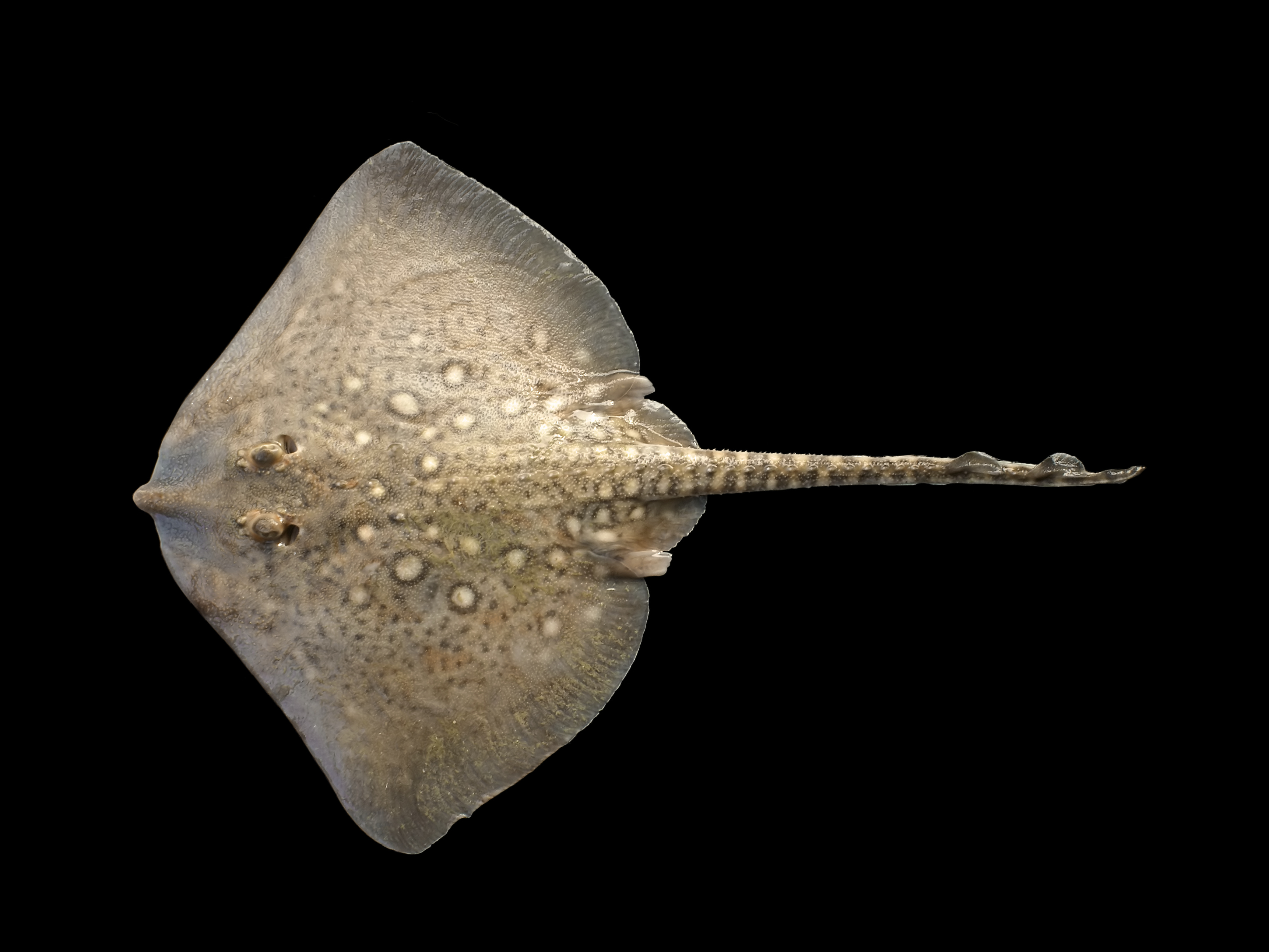
Clavellada (Raja clavata)

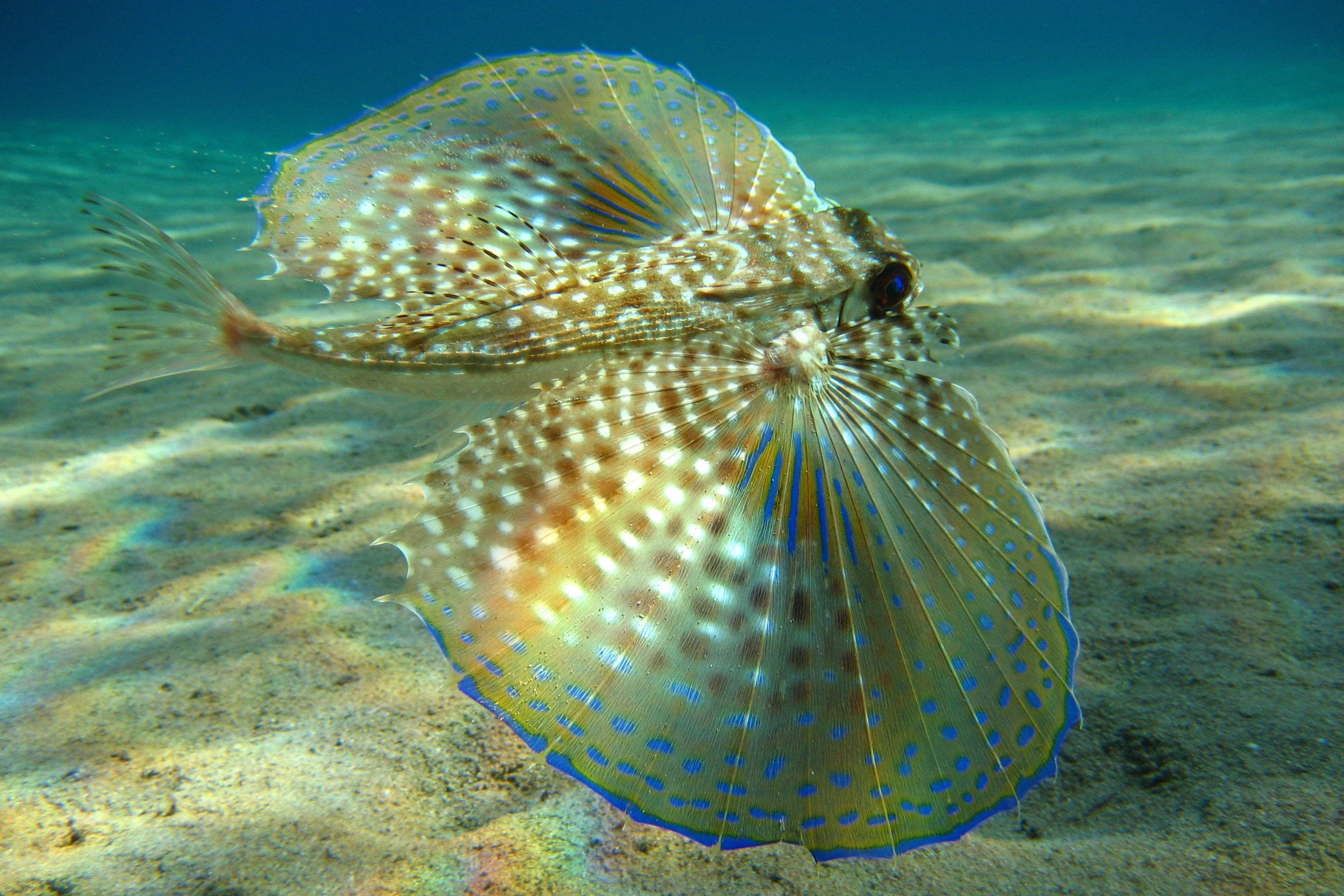
Verat volador (Dactylopterus volitans)

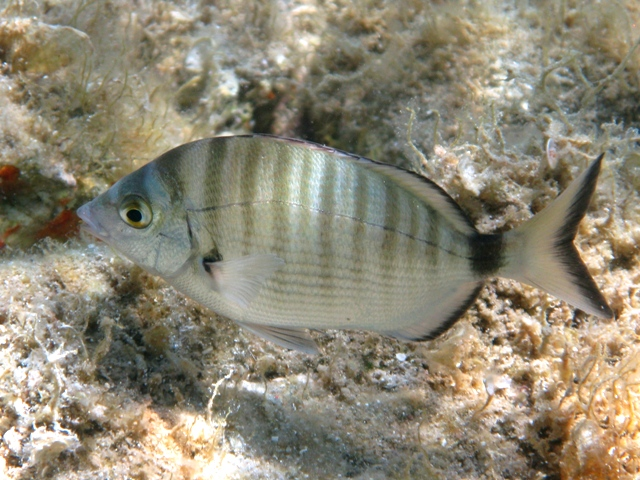
Morruda (Diplodus puntazzo)

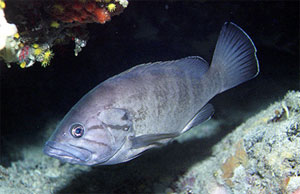
Mero déntol (Epinephelus caninus)

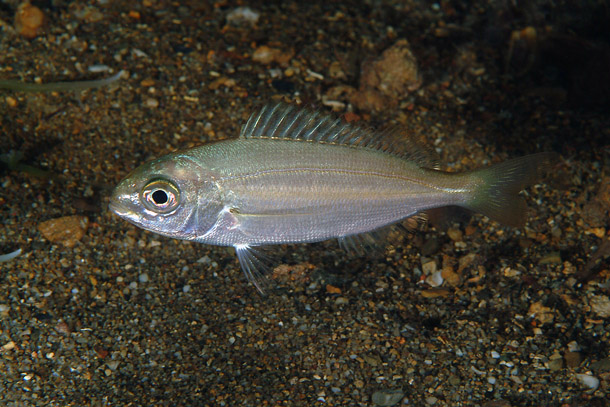
Besuc blanc (Pagellus acarne)

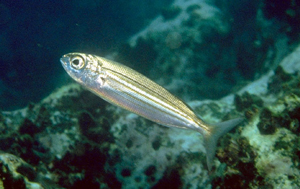
Boga (Boops boops)

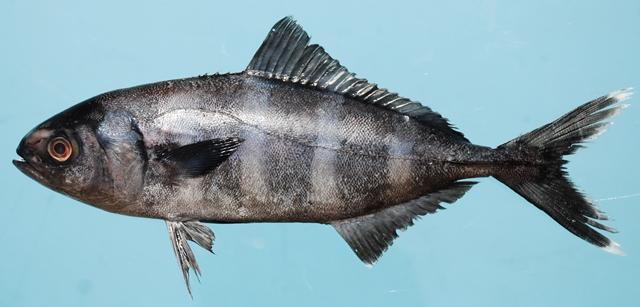
Vairó (Naucrates ductor)

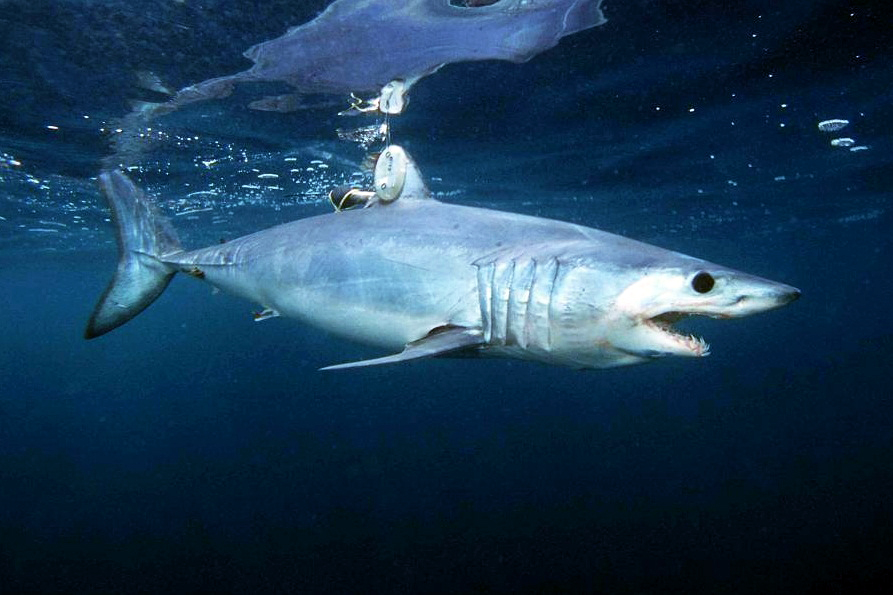
Solraig (Isurus oxyrinchus)

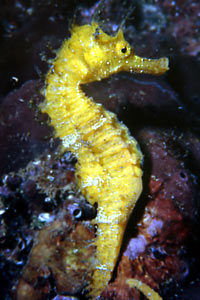
Cavall de mar (Hippocampus guttulatus)

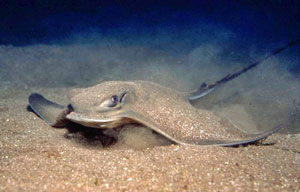
Milana (Myliobatis aquila)

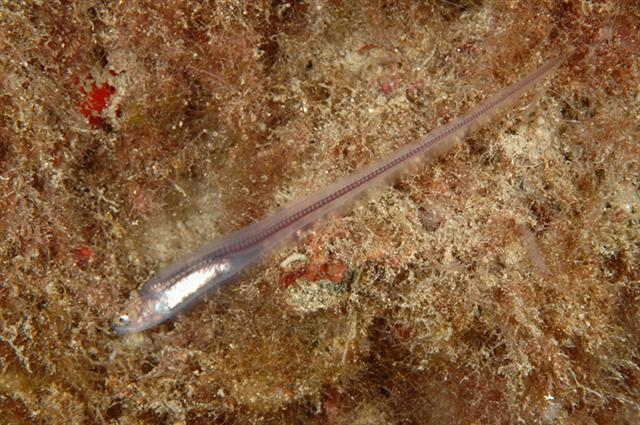
Pixota de llanguet (Carapus acus)

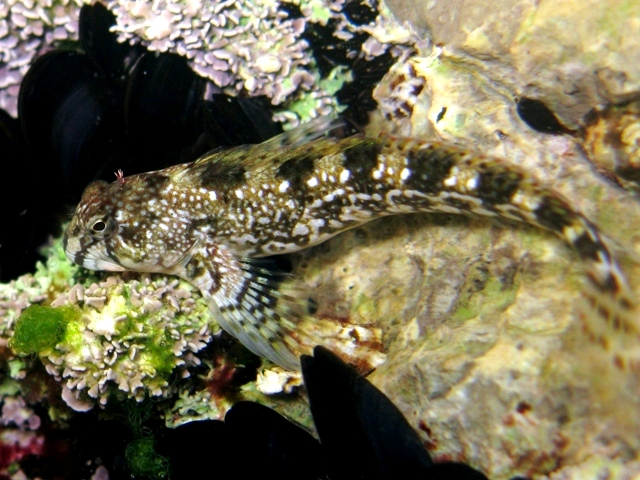
Coryphoblennius galerita

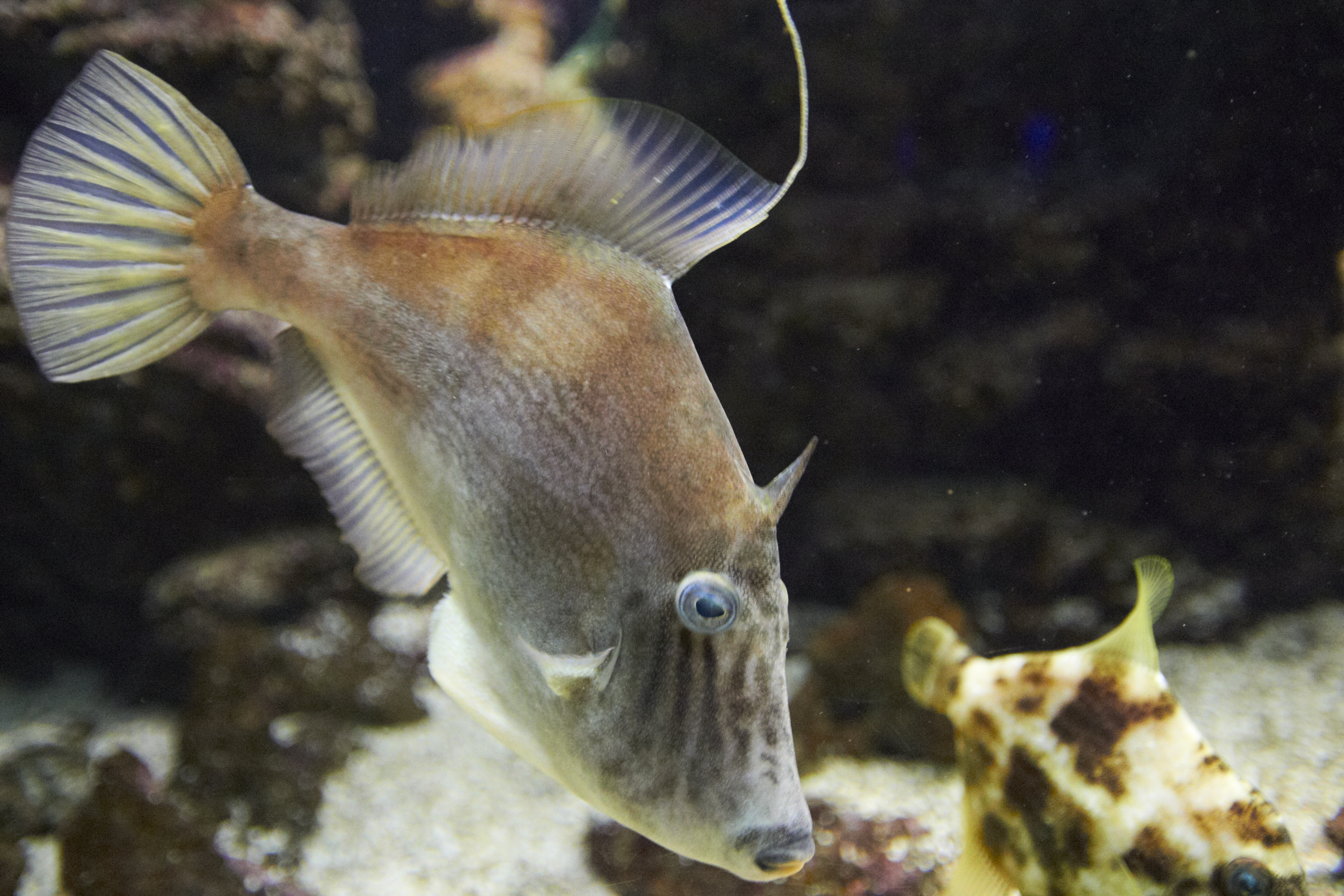
Stephanolepis diaspros

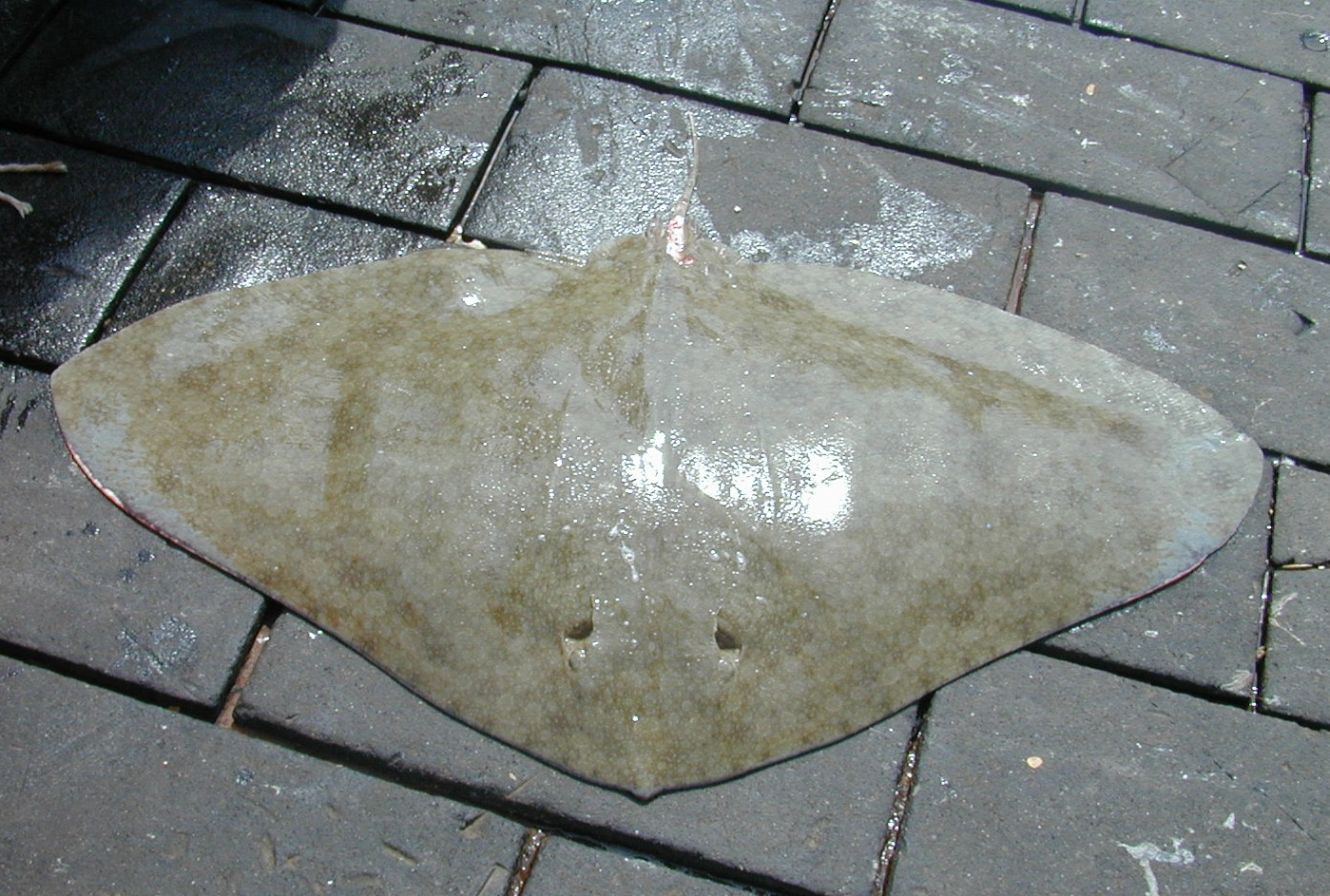
Mantellina (Gymnura altavela)

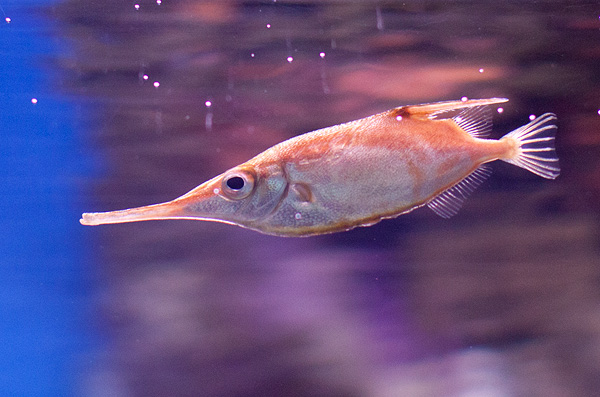
Trompeter (Macroramphosus scolopax)

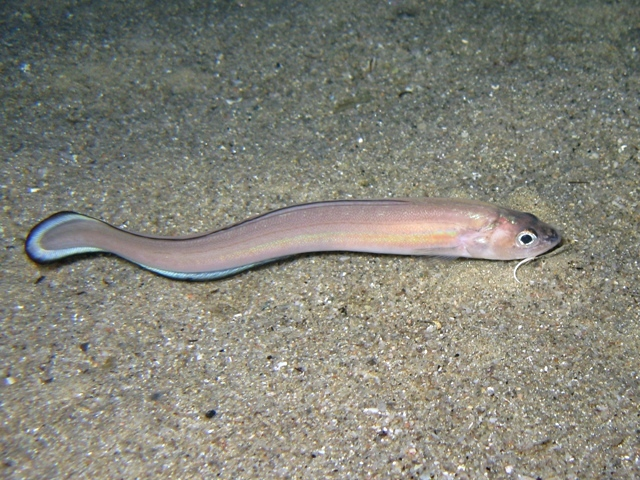
Pixota blanca (Ophidion barbatum)

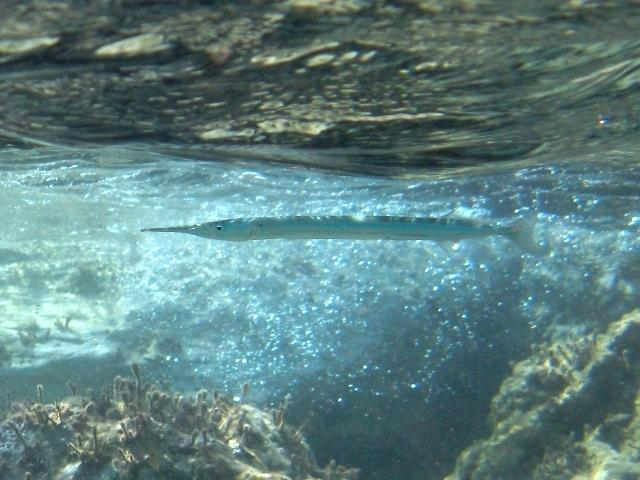
Belone belone

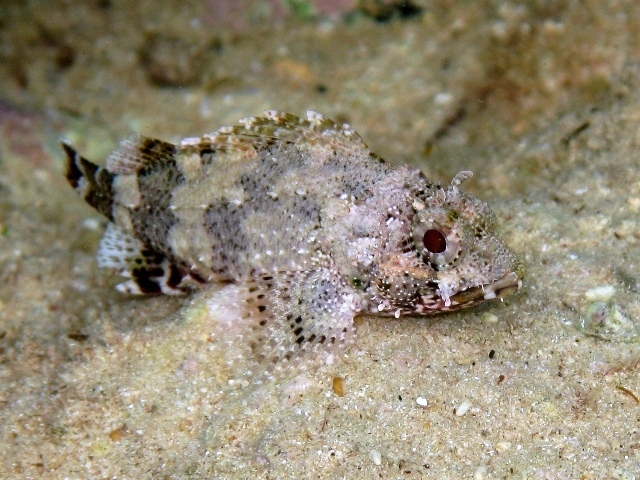
Escórpora de penyal (Scorpaena maderensis)

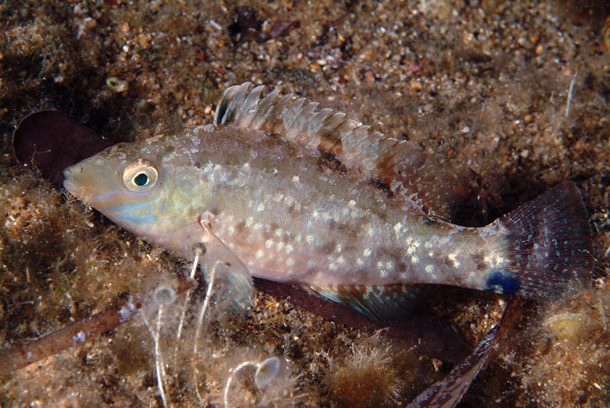
Tamborer (Symphodus cinereus)

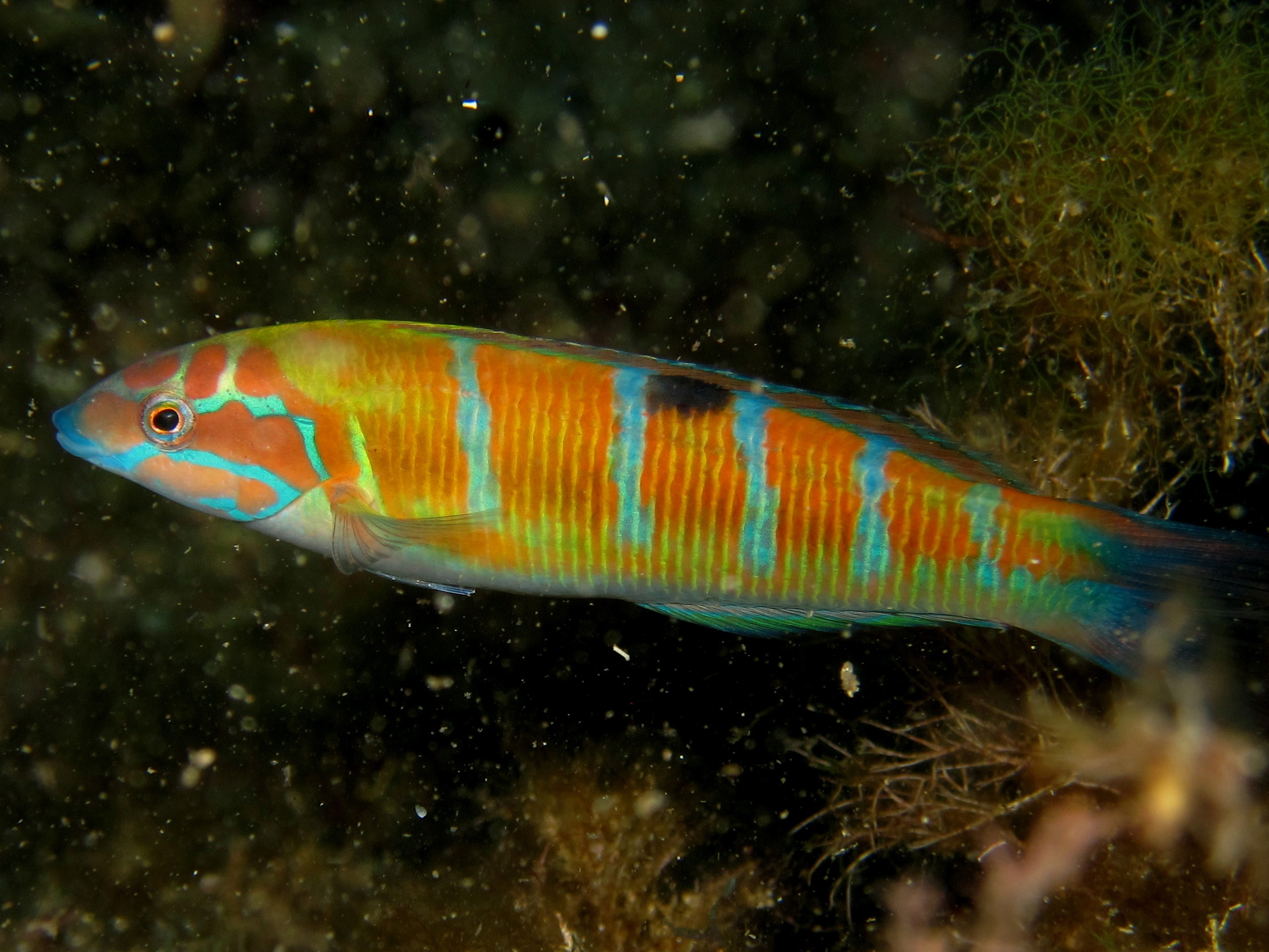
Fadrí (Thalassoma pavo)

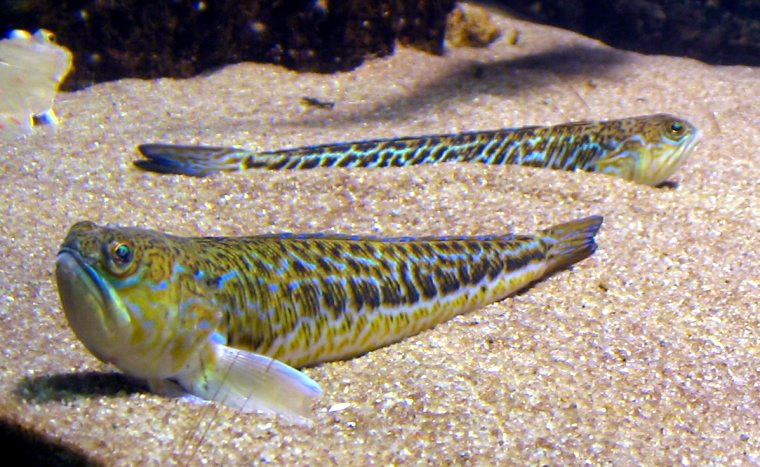
Aranya blanca (Trachinus draco)

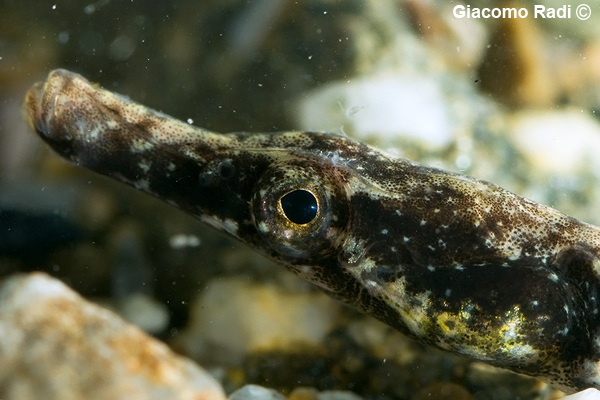
Agulleta de riu (Syngnathus abaster)

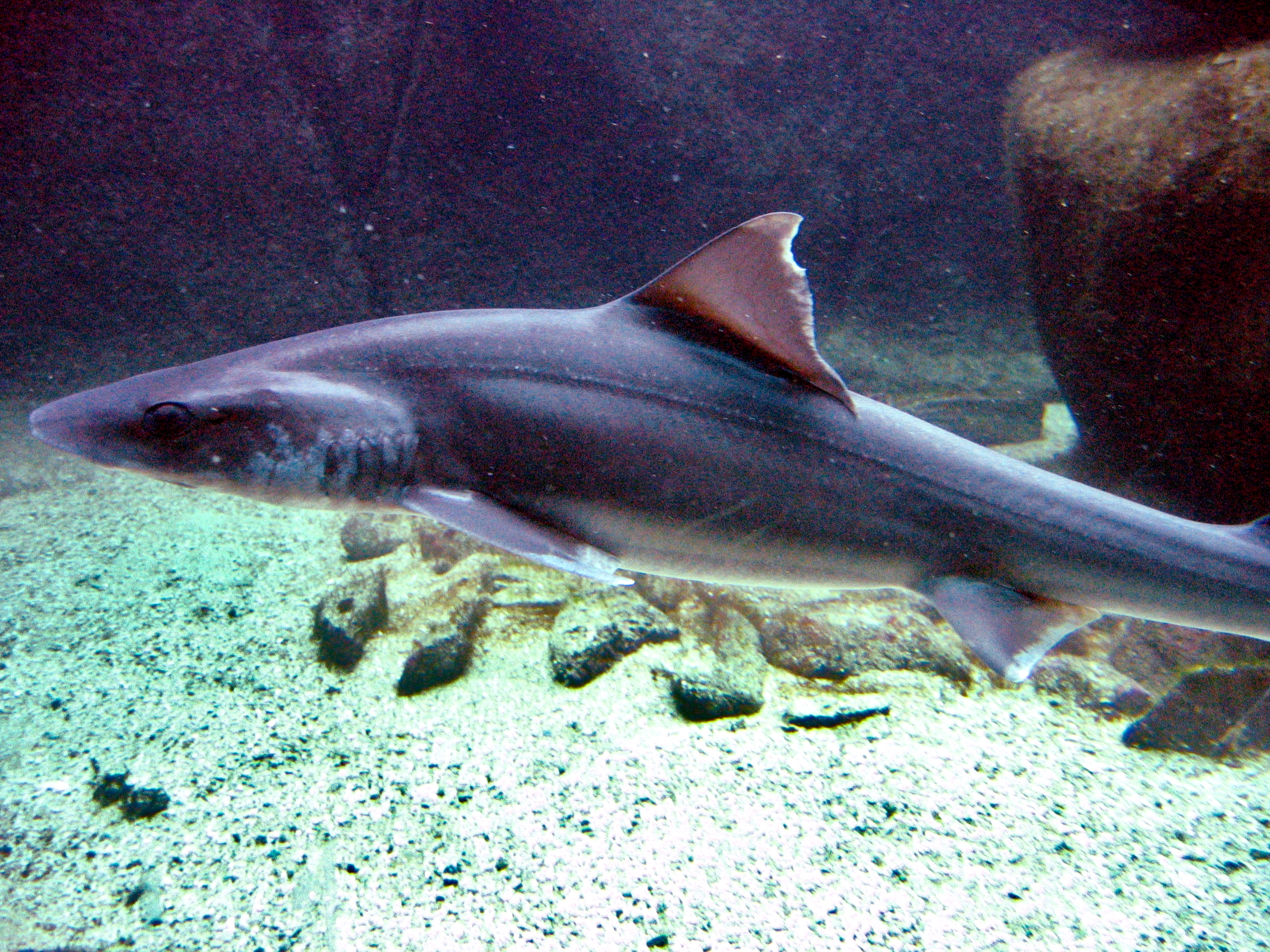
Mussola gravatja (Mustelus asterias)

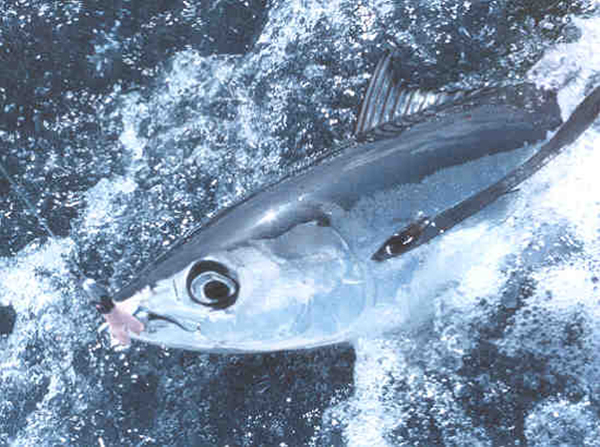
Bacora (Thunnus alalunga)

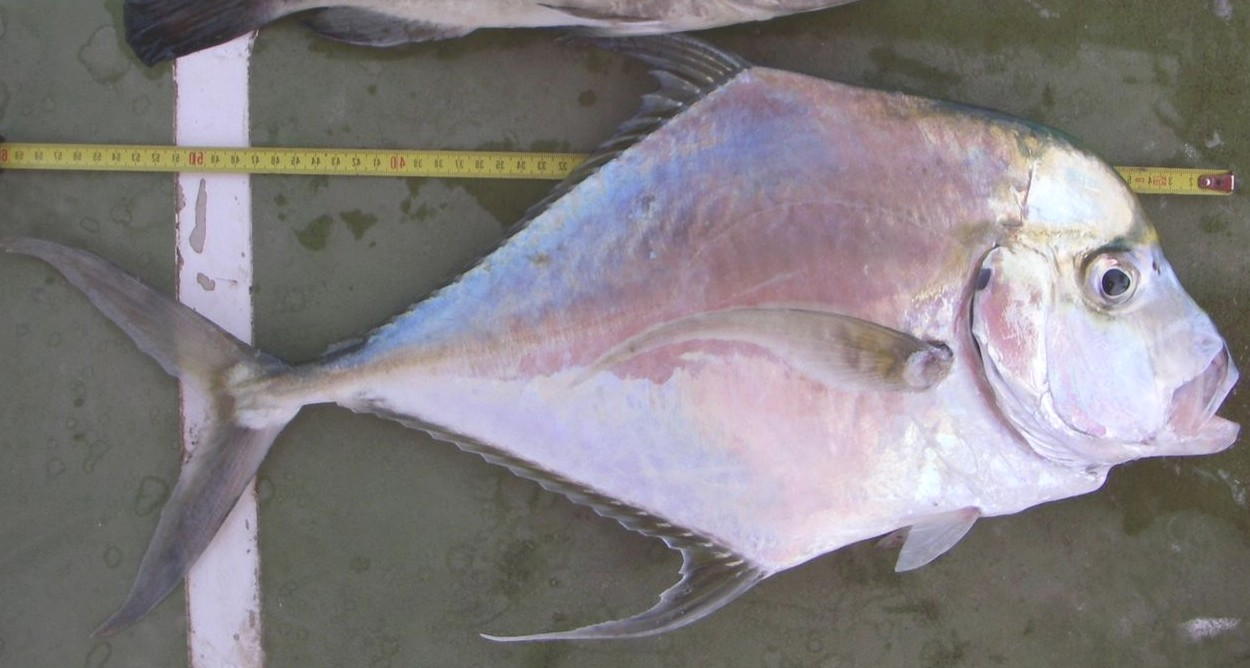
Alectis alexandrina

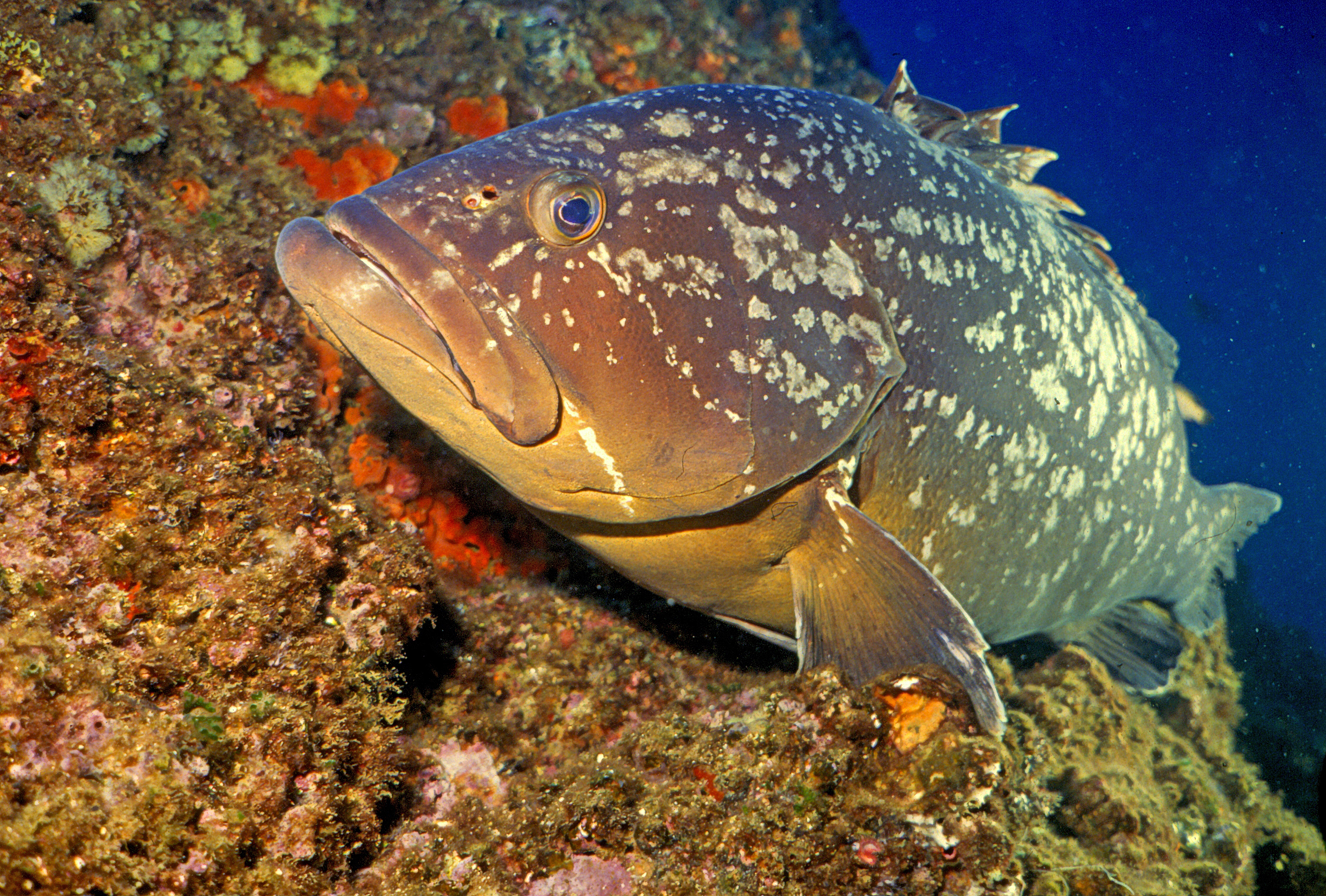
Anfós (Epinephelus marginatus)

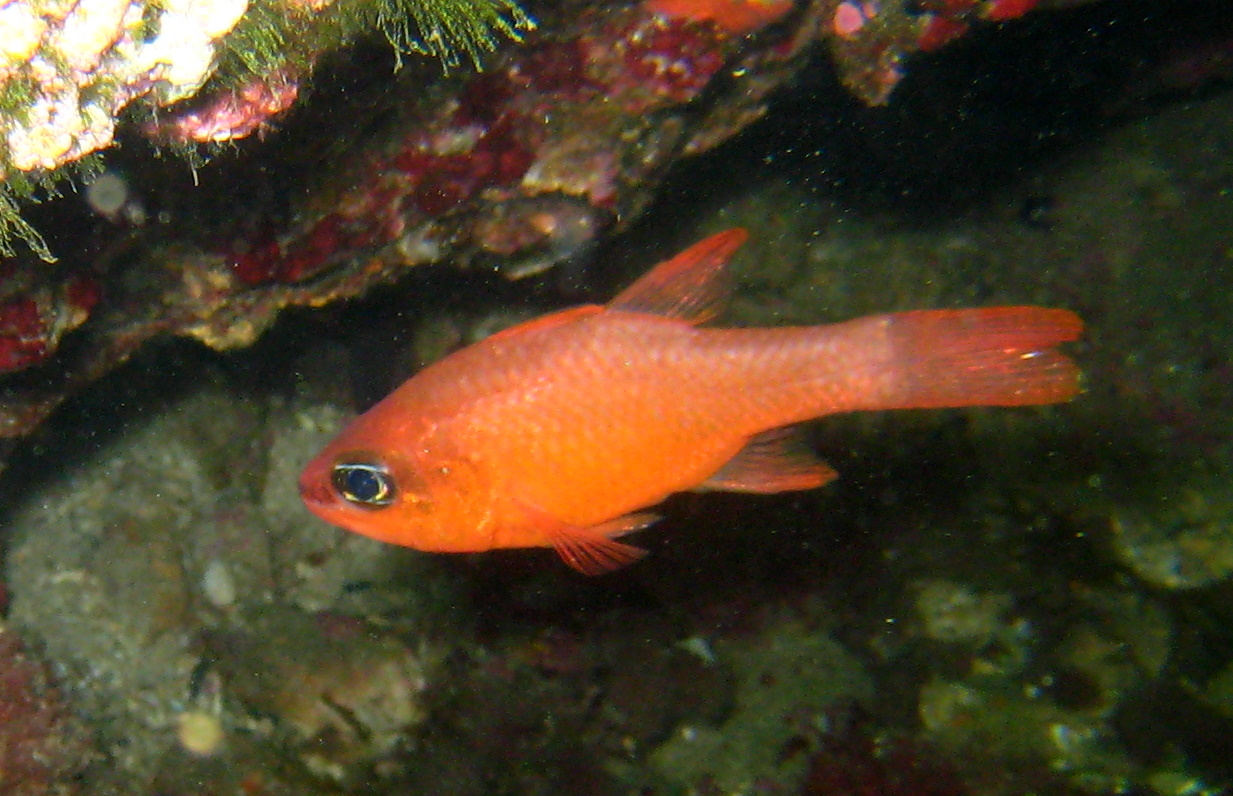
Moll reial (Apogon imberbis)

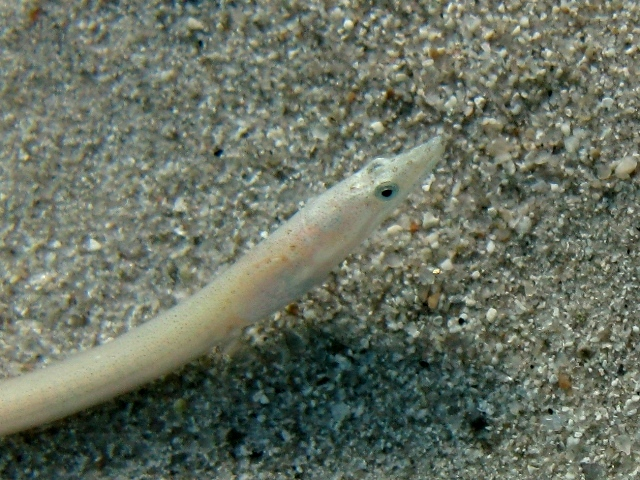
Ophisurus serpens

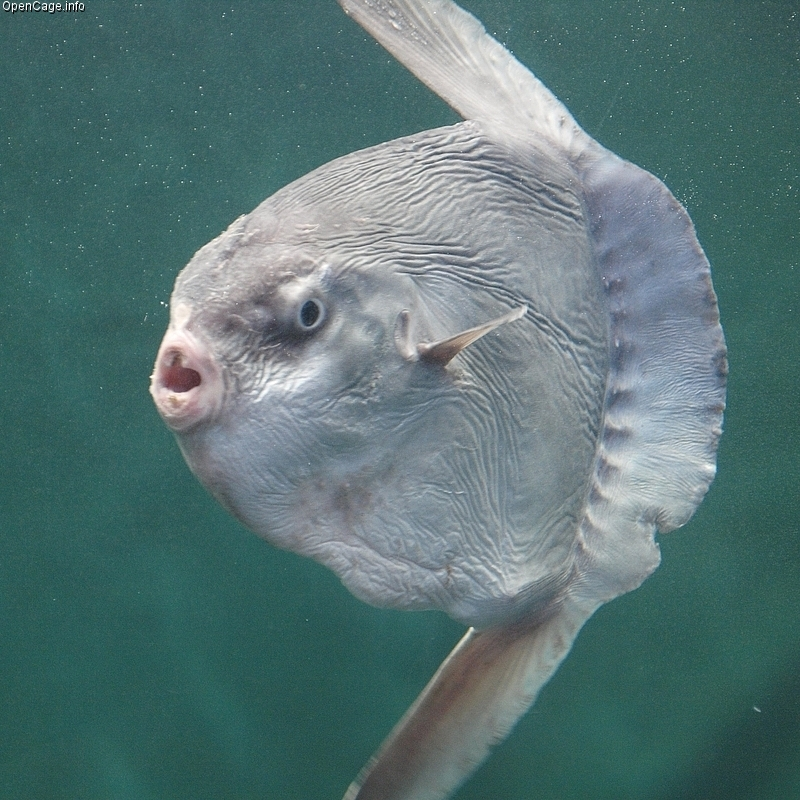
Bot (Mola mola)

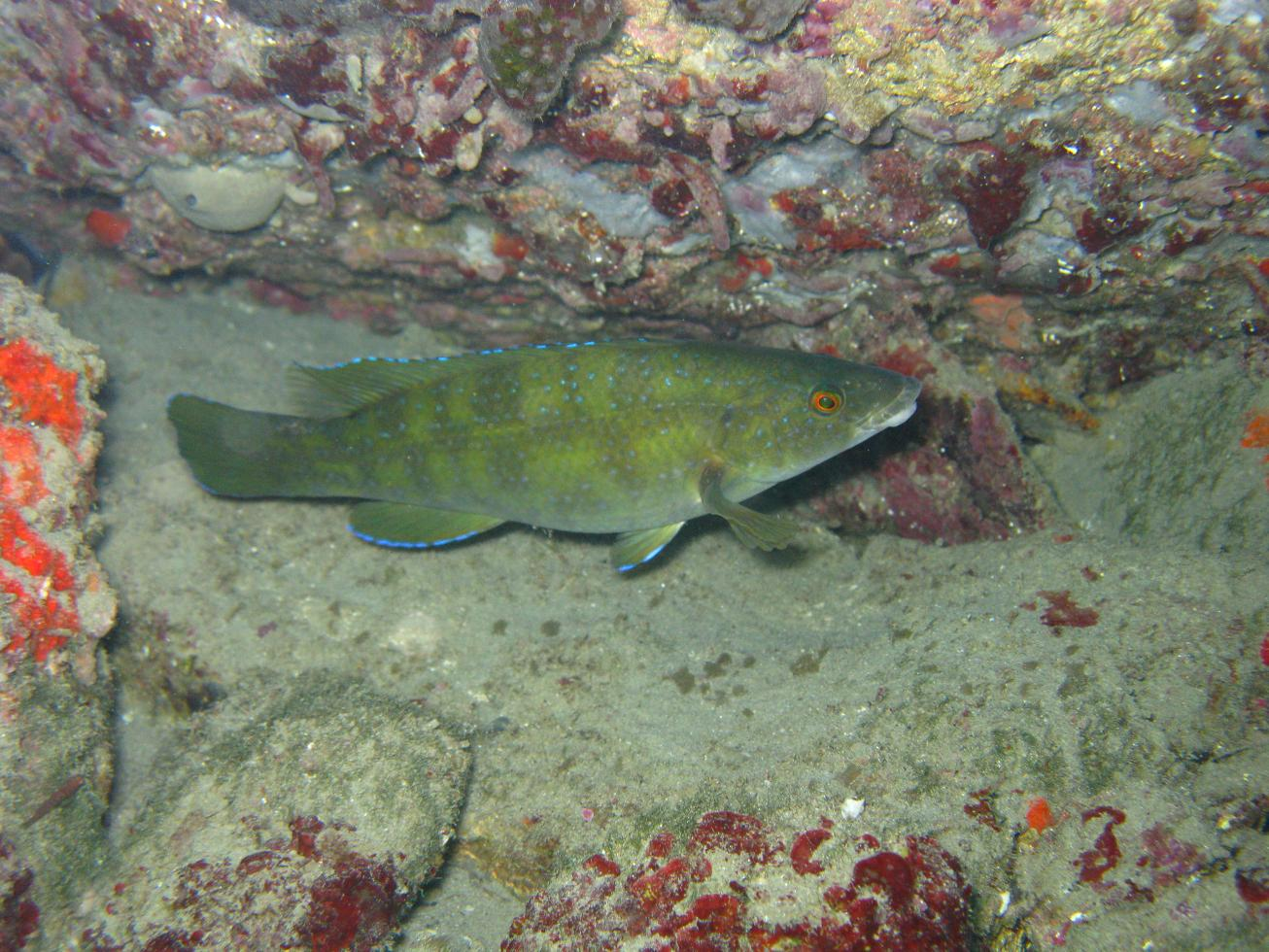
Tord massot (Labrus merula)

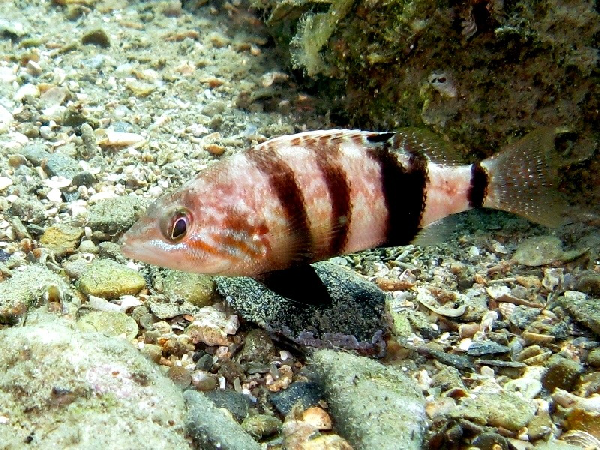
Serranus hepatus

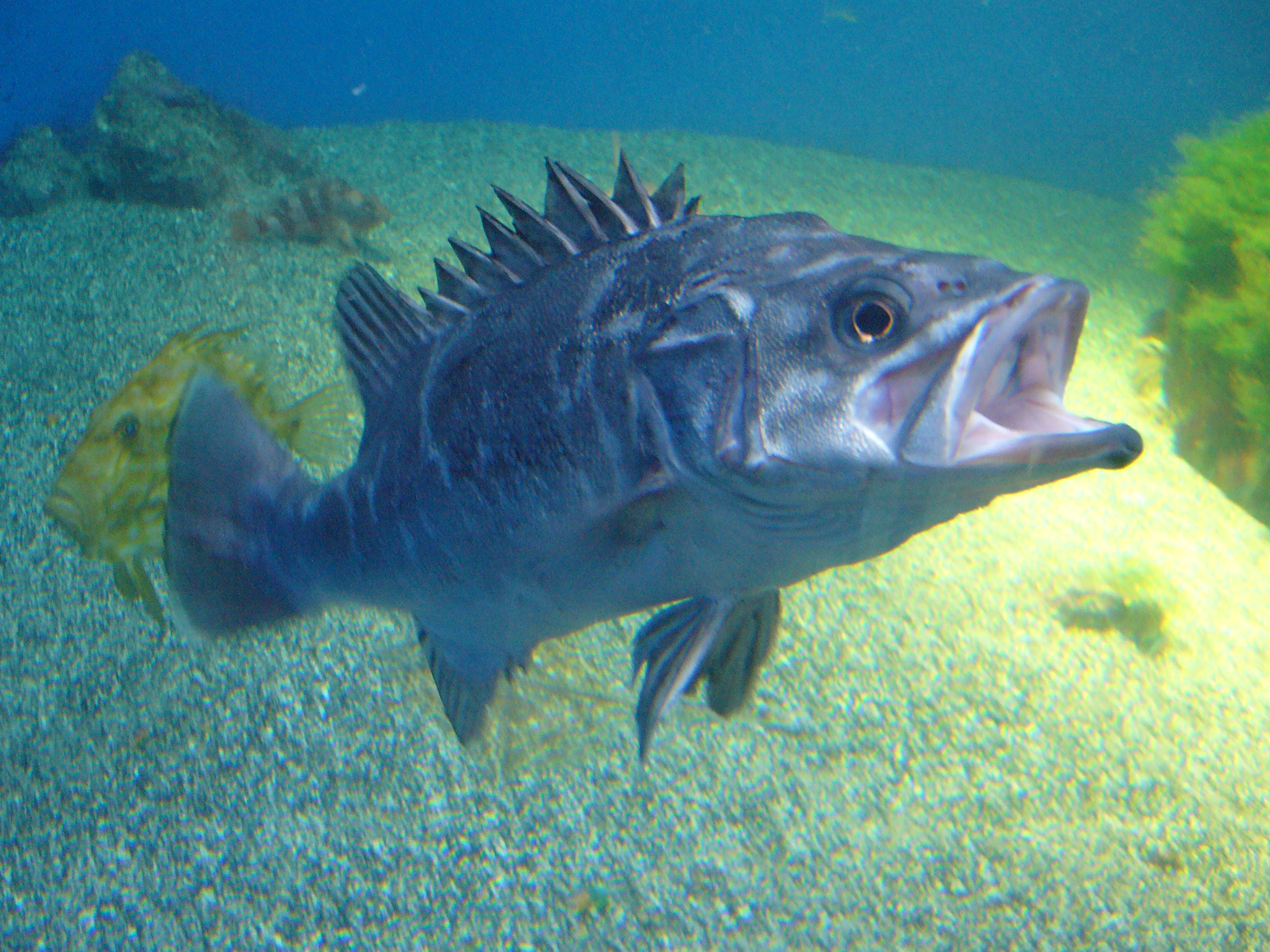
Dot (Polyprion americanus)

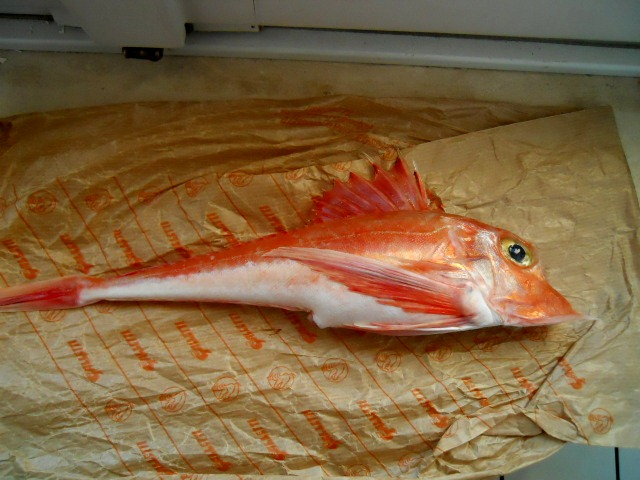
Rafel (Trigla lyra)

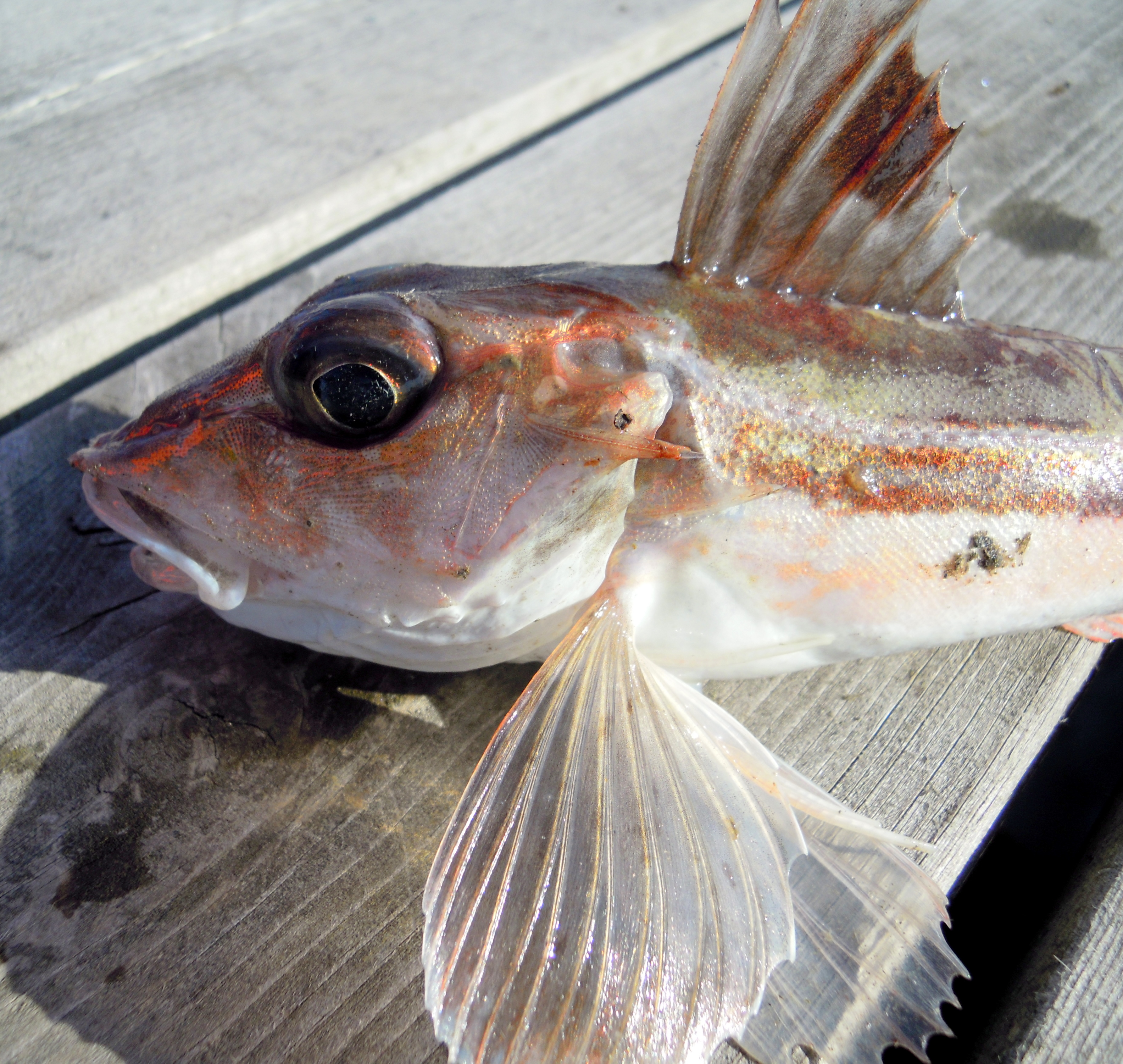
Lluerna verda (Eutrigla gurnardus)

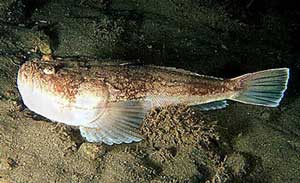
Rata (Uranoscopus scaber)

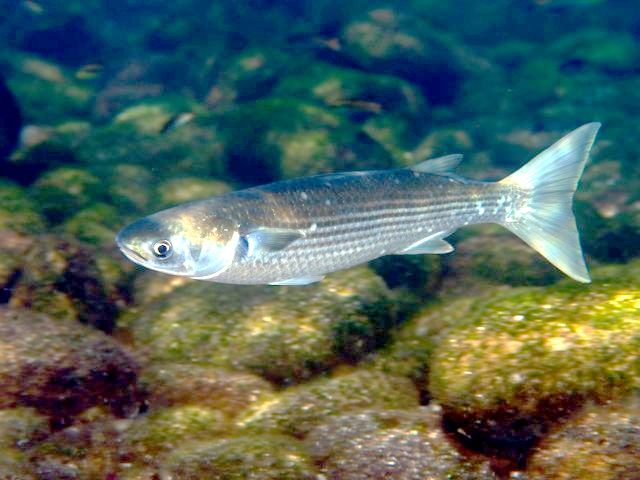
Llissa llobarrera (Mugil cephalus)

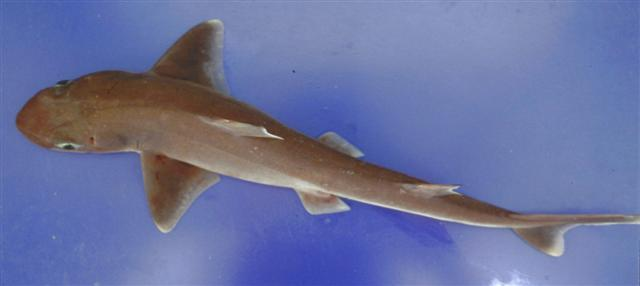
Agullat xato (Squalus blainville)

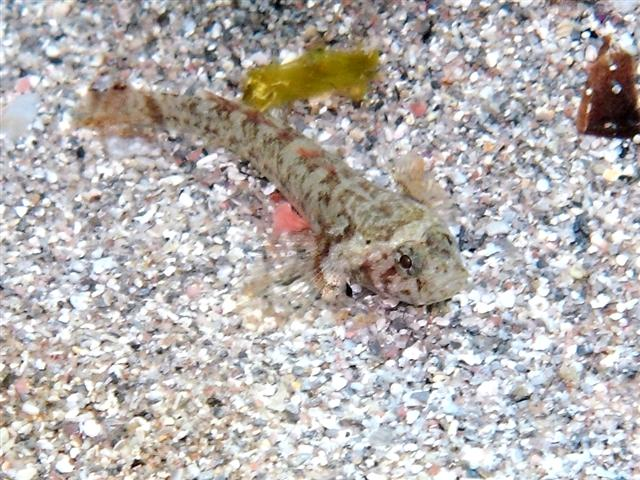
Zebrus zebrus

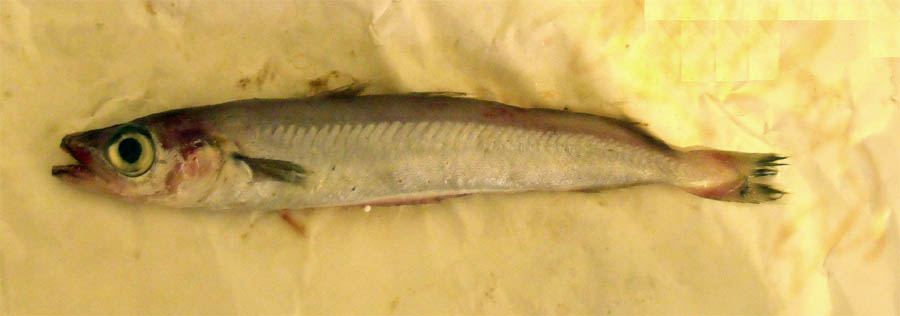
Llúcera (Micromesistius poutassou)

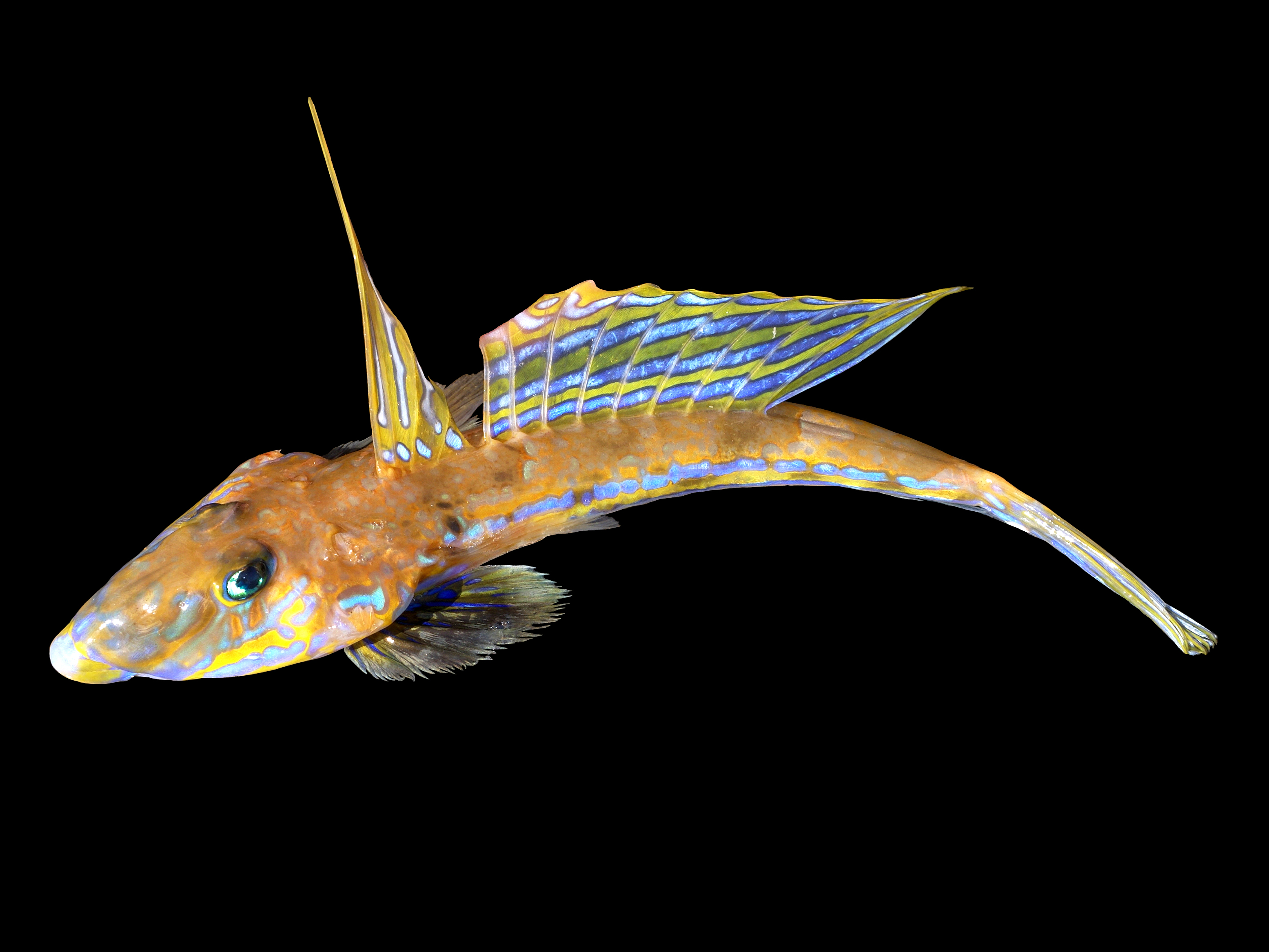
Dragó lira (Callionymus lyra)

Aquesta llista de peixos de la mar Egea - no exhaustiva - inclou les espècies de peixos que es poden trobar al mar Egeu ordenades per l'ordre alfabètic de llur nom científic.

## A
- Acantholabrus palloni
- Acipenser gueldenstaedtii
- Acipenser stellatus
- Acipenser sturio
- Aidablennius sphynx
- Alectis alexandrina
- Alepes djedaba
- Alopias vulpinus
- Alosa agone
- Anguilla anguilla
- Anthias anthias
- Aphanius fasciatus
- Aphia minuta
- Apogon imberbis
- Apogonichthyoides pharaonis
- Arctozenus risso
- Argentina sphyraena
- Argyropelecus hemigymnus
- Argyrosomus regius
- Ariosoma balearicum
- Arnoglossus grohmanni
- Arnoglossus imperialis
- Arnoglossus kessleri
- Arnoglossus laterna
- Arnoglossus rueppelii
- Arnoglossus thori
- Atherina boyeri
- Atherina hepsetus
- Atherinomorus forskalii
- Atherinomorus lacunosus
- Aulopus filamentosus
- Auxis rochei

## B
- Balistes capriscus
- Bathypterois dubius
- Bellottia apoda
- Belone belone
- Belone svetovidovi[1]
- Benthosema glaciale
- Blennius ocellaris
- Boops boops
- Bothus podas
- Brama brama
- Bregmaceros atlanticus
- Buglossidium luteum

## C
- Callanthias ruber
- Callionymus fasciatus
- Callionymus filamentosus
- Callionymus lyra
- Callionymus maculatus
- Callionymus pusillus
- Callionymus risso
- Campogramma glaycos
- Capros aper
- Caranx crysos
- Caranx hippos
- Caranx rhonchus
- Carapus acus
- Carcharhinus brevipinna
- Carcharhinus plumbeus
- Carcharias taurus
- Carcharodon carcharias
- Centracanthus cirrus
- Centrolophus niger[2]
- Centrophorus granulosus
- Cepola macrophthalma
- Ceratoscopelus maderensis
- Cetorhinus maximus
- Chauliodus sloani
- Chelidonichthys cuculus
- Chelidonichthys lucerna
- Chelidonichthys obscurus
- Chelon labrosus
- Chimaera monstrosa
- Chlorophthalmus agassizi
- Chromis chromis
- Chromogobius quadrivittatus
- Citharus linguatula
- Clinitrachus argentatus
- Coelorinchus caelorhincus
- Conger conger
- Coris julis
- Coryphaena hippurus
- Coryphoblennius galerita
- Crystallogobius linearis
- Ctenolabrus rupestris
- Cyclothone braueri

## D
- Dactylopterus volitans
- Dalatias licha
- Dalophis imberbis
- Dasyatis centroura
- Dasyatis pastinaca
- Dasyatis tortonesei
- Deltentosteus quadrimaculatus
- Dentex dentex
- Dentex gibbosus
- Dentex macrophthalmus[3]
- Dentex maroccanus
- Diaphus holti
- Diaphus metopoclampus
- Diaphus rafinesquei[4]
- Dicentrarchus labrax
- Dicentrarchus punctatus
- Dicologlossa cuneata
- Diplecogaster bimaculata
- Diplodus annularis
- Diplodus cervinus
- Diplodus puntazzo
- Diplodus sargus
- Diplodus vulgaris
- Dipturus batis
- Dipturus oxyrinchus

## E
- Echelus myrus
- Echeneis naucrates
- Echiichthys vipera
- Echinorhinus brucus
- Echiodon dentatus
- Engraulis encrasicolus
- Epigonus constanciae
- Epigonus denticulatus
- Epinephelus aeneus
- Epinephelus caninus
- Epinephelus costae
- Epinephelus marginatus
- Equulites klunzingeri
- Etmopterus spinax
- Euthynnus alletteratus
- Eutrigla gurnardus

## F
- Facciolella oxyrhyncha
- Fistularia commersonii

## G
- Gadella maraldi
- Gadiculus argenteus
- Gaidropsarus biscayensis
- Gaidropsarus mediterraneus
- Gaidropsarus vulgaris
- Galeorhinus galeus
- Galeus melastomus
- Gasterosteus aculeatus
- Glossanodon leioglossus
- Gnathophis mystax
- Gobius auratus
- Gobius bucchichi
- Gobius cobitis
- Gobius cruentatus
- Gobius geniporus
- Gobius niger
- Gobius paganellus
- Gobius vittatus
- Gouania willdenowi
- Gymnammodytes cicerelus
- Gymnothorax unicolor
- Gymnura altavela

## H
- Helicolenus dactylopterus
- Hemiramphus far
- Heptranchias perlo
- Hexanchus griseus
- Hippocampus guttulatus
- Hippocampus hippocampus
- Hirundichthys rondeletii
- Hoplostethus mediterraneus
- Huso huso
- Hygophum benoiti
- Hymenocephalus italicus
- Hyporhamphus picarti

## I
- Iniistius pavo
- Istiophorus albicans
- Isurus oxyrinchus

## K
- Katsuwonus pelamis
- Knipowitschia caucasica[5]

## L
- Labrus merula
- Labrus mixtus
- Labrus viridis
- Lagocephalus lagocephalus
- Lagocephalus sceleratus
- Lagocephalus spadiceus
- Lagocephalus suezensis
- Lamna nasus
- Lampanyctus crocodilus
- Lampris guttatus
- Lepadogaster candolii
- Lepadogaster lepadogaster
- Lepidopus caudatus
- Lepidorhombus boscii
- Lepidorhombus whiffiagonis
- Lepidotrigla cavillone
- Lepidotrigla dieuzeidei
- Lestidiops jayakari
- Lestidiops sphyrenoides
- Lesueurigobius friesii
- Lesueurigobius suerii
- Leucoraja fullonica
- Leucoraja naevus
- Lichia amia
- Lipophrys trigloides
- Lithognathus mormyrus
- Liza aurata
- Liza carinata
- Liza haematocheila
- Liza ramada
- Liza saliens
- Lobianchia dofleini
- Lobianchia gemellarii[4]
- Lobotes surinamensis
- Lophius budegassa
- Lophius piscatorius
- Lophotus lacepede
- Luvarus imperialis

## M
- Macroramphosus scolopax
- Maurolicus muelleri
- Merlangius merlangus
- Merluccius merluccius
- Microchirus azevia
- Microchirus ocellatus
- Microchirus variegatus
- Microichthys coccoi
- Microlipophrys adriaticus
- Microlipophrys canevae
- Microlipophrys dalmatinus
- Microlipophrys nigriceps
- Micromesistius poutassou
- Microstoma microstoma
- Mobula mobular
- Mola mola
- Molva macrophthalma
- Monochirus hispidus
- Mugil cephalus
- Mugil soiuy[6]
- Mullus barbatus barbatus
- Mullus surmuletus
- Muraena helena
- Mustelus asterias
- Mustelus mustelus
- Mustelus punctulatus
- Myctophum punctatum
- Myliobatis aquila

## N
- Nansenia oblita
- Naucrates ductor
- Nemichthys scolopaceus
- Nerophis ophidion
- Nettastoma melanurum
- Nezumia aequalis
- Nezumia sclerorhynchus
- Notolepis rissoi[4]
- Notoscopelus elongatus

## O
- Oblada melanura
- Odontaspis ferox
- Oedalechilus labeo
- Ophichthus rufus
- Ophidion barbatum
- Ophidion rochei
- Ophisurus serpens
- Orcynopsis unicolor
- Oxynotus centrina
- Oxyurichthys papuensis

## P
- Pagellus acarne
- Pagellus bogaraveo
- Pagellus erythrinus
- Pagrus auriga
- Pagrus caeruleostictus
- Pagrus pagrus
- Parablennius gattorugine
- Parablennius incognitus
- Parablennius rouxi
- Parablennius sanguinolentus
- Parablennius tentacularis
- Parablennius zvonimiri
- Parexocoetus mento
- Parophidion vassali
- Pegusa lascaris
- Pegusa nasuta
- Peristedion cataphractum
- Petroscirtes ancylodon
- Phycis blennoides
- Phycis phycis
- Platichthys flesus
- Polyprion americanus
- Pomatomus saltatrix
- Pomatoschistus bathi
- Pomatoschistus marmoratus
- Pomatoschistus minutus
- Prionace glauca
- Pseudocaranx dentex
- Pteragogus pelycus
- Pteragogus trispilus
- Pteromylaeus bovinus
- Pteroplatytrygon violacea

## R
- Raja asterias
- Raja clavata
- Raja miraletus
- Raja montagui
- Raja polystigma
- Raja radula
- Raja undulata
- Ranzania laevis
- Regalecus glesne
- Remora remora
- Rhinobatos cemiculus
- Rhinobatos rhinobatos
- Rhinoptera marginata
- Rostroraja alba
- Ruvettus pretiosus

## S
- Salaria basilisca
- Salaria pavo
- Sarda sarda
- Sardina pilchardus
- Sardinella aurita
- Sardinella maderensis
- Sargocentron rubrum
- Sarpa salpa
- Saurida undosquamis
- Scartella cristata
- Schedophilus ovalis
- Sciaena umbra
- Scomber colias
- Scomber japonicus
- Scomber scombrus
- Scomberesox saurus
- Scomberomorus commerson
- Scophthalmus maximus
- Scophthalmus rhombus
- Scorpaena elongata
- Scorpaena loppei
- Scorpaena maderensis
- Scorpaena notata
- Scorpaena porcus
- Scorpaena scrofa
- Scyliorhinus canicula
- Scyliorhinus stellaris
- Seriola dumerili
- Serranus cabrilla
- Serranus hepatus
- Serranus scriba
- Siganus luridus
- Siganus rivulatus
- Sillago sihama
- Sillago suezensis
- Solea senegalensis
- Solea solea
- Somniosus rostratus
- Sparisoma cretense
- Sparus aurata
- Sphoeroides pachygaster
- Sphyraena chrysotaenia
- Sphyraena flavicauda
- Sphyraena pinguis
- Sphyraena sphyraena
- Sphyraena viridensis
- Sphyrna tudes
- Sphyrna zygaena
- Spicara maena
- Spicara smaris
- Spondyliosoma cantharus
- Sprattus sprattus
- Squalus acanthias
- Squalus blainville
- Squatina aculeata
- Squatina oculata
- Squatina squatina
- Stephanolepis diaspros
- Stomias boa boa
- Stromateus fiatola
- Sudis hyalina
- Symphodus cinereus
- Symphodus doderleini
- Symphodus mediterraneus
- Symphodus melanocercus
- Symphodus melops
- Symphodus ocellatus
- Symphodus roissali
- Symphodus rostratus
- Symphodus tinca
- Symphurus ligulatus
- Symphurus nigrescens
- Synapturichthys kleinii
- Synchiropus phaeton
- Syngnathus abaster
- Syngnathus acus
- Syngnathus phlegon
- Syngnathus tenuirostris
- Syngnathus typhle
- Synodus saurus

## T
- Terapon theraps[7]
- Tetrapturus belone
- Thalassoma pavo
- Thorogobius ephippiatus
- Thunnus alalunga
- Thunnus thynnus
- Torpedo marmorata
- Torpedo nobiliana
- Torpedo torpedo
- Torquigener flavimaculosus
- Trachinotus ovatus
- Trachinus araneus
- Trachinus draco
- Trachinus radiatus
- Trachipterus trachypterus
- Trachurus mediterraneus
- Trachurus picturatus
- Trachurus trachurus
- Trachyrincus scabrus
- Trichiurus lepturus
- Trigla lyra
- Trigloporus lastoviza
- Tripterygion delaisi
- Tripterygion melanurum
- Tripterygion tripteronotum
- Trisopterus minutus
- Tylosurus acus imperialis

## U
- Umbrina cirrosa
- Upeneus moluccensis
- Upeneus pori
- Uranoscopus scaber

## V
- Vinciguerria attenuata
- Vinciguerria poweriae

## X
- Xiphias gladius
- Xyrichtys novacula

## Z
- Zebrus zebrus
- Zeugopterus regius
- Zeus faber
- Zosterisessor ophiocephalus
- Zu cristatus[8]